# Pálmaces de Jadraque
Pálmaces de Jadraque – gmina w Hiszpanii, w prowincji Guadalajara, w Kastylii-La Mancha, o powierzchni 29,41 km². W 2011 roku gmina liczyła 63 mieszkańców.